# Bordești
Bordești est une commune roumaine située dans le județ de Vrancea.